# Bilbie

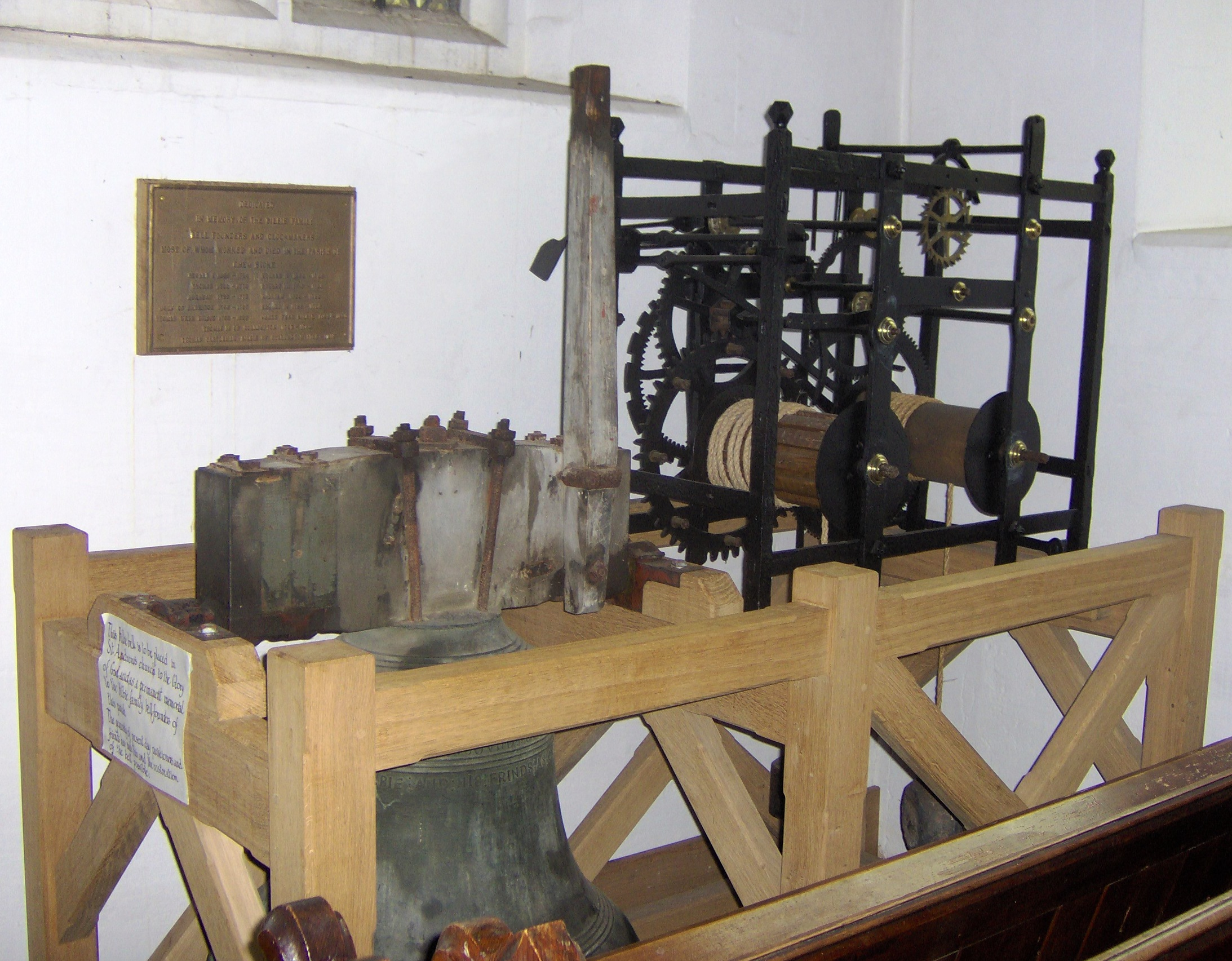
Eine Bilbie-Glocke, die in der St Andrews Church in Chew Stoke aufbewahrt wird dient als Denkmal für die Familie.

Die Angehörigen der Familie Bilbie waren Glockengießer und Uhrmacher, die zwischen dem Ende des 17. Jahrhunderts und dem Beginn des 19. Jahrhunderts zunächst in Chew Stoke, Somerset und später in Cullompton, Devon im Südwesten Englands wirkten.
An die Bedeutung der Familie für die lokale Wirtschaft und Lokalgeschichte erinnert in Chew Stoke die Bilbie Road.

## Glockengießer
Die Bilbies stellten mehr als 1350 Glocken her, die in Kirchen überall im West Country aufgehängt wurden. Die älteste diese Glocken wurde 1698 gegossen und erfüllt immer noch ihren Zweck in der St Andrews Church in Chew Stoke.
Die Lieferungen von Zinn und Kupfer, das zur Herstellung des Messings benötigt wurde, kam wahrscheinlich aus Gießereien in Kelston und Bristol. Das Metall wurde in einem Holzverbrennungsofen auf über 1500 °C erhitzt und geschmolzen und dann in eine Form aus Lehm oder Flusslehm aus dem River Chew gefüllt.
Der Legende nach waren die Bilbies wild aussehende Männer mit langen Haaren, die kaum lesen oder schreiben konnten und nur dann eine Glocke gossen, wenn bei Vollmond Mitternacht war und es völlig still war. Es heißt, dass die Straßen in Chew Stoke deswegen kreuz und quer durch den Ort verlaufen, damit Reisende zu Pferde oder Kutschen, die an der Gießerei vorbeikamen, nicht die Ruhe beim Glockengießen störten.

## Werke
In folgenden Kirchen hängen oder hingen von den Bilbies gegossene Glocken:
- St. Nicholas, Abbotsbury[3]
- Church of St John, Axbridge[4]
- St Michael and All Angels, Bampton[5]
- St Andrews, Banwell[1]
- St. George’s, Beckington[6]
- St Mary Redcliffe, Bristol[7]
- St Andrews Church, Chew Stoke
- St John the Baptist, Keynsham
- All Saints Church, Corston[8]
- St Andrews, Cullompton[9]
- St John the Baptist Parish Church, Glastonbury[10]
- St Giles Church, Leigh-on-Mendip.[11]
- Church of St. John the Baptist, Lustleigh
- Parish Church of Marwood, North Devon[12]
- St Margaret’s, Northam, Devon[13]
- Sherborne Abbey[14]
- Old Church, Uphill, Somerset[15]
- All Saints, Wraxall[16]
- All Saints, Wrington[17]
- St John the Baptist, Yeovil[18]
- Church of St Peter, Zeal Monachorum[19]

## Uhrmacher

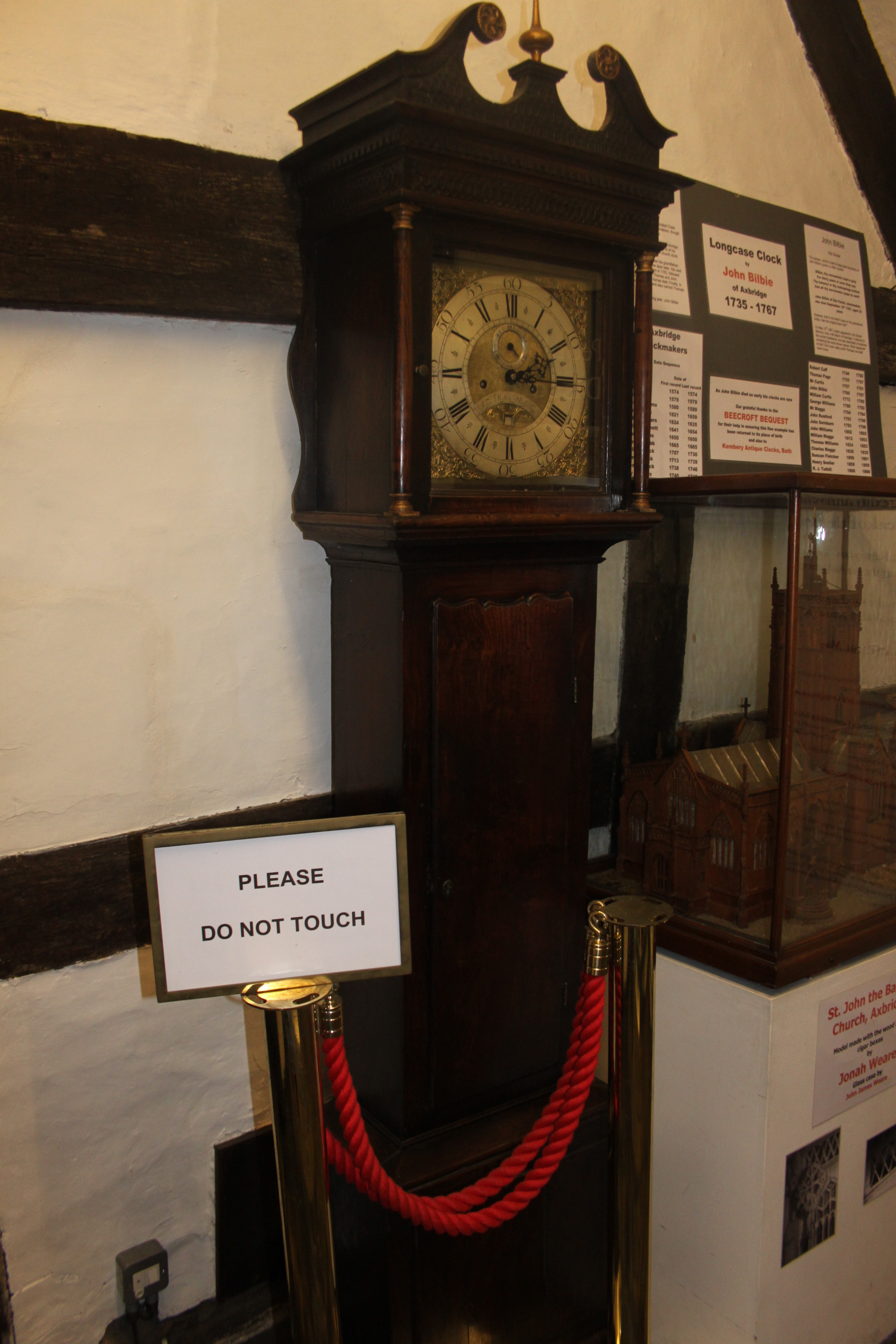
Eine Standuhr von John Bilbie im Museum von King John’s Hunting Lodge, Axbridge

Man geht davon aus, dass Edward Bilbie den Uhrenbau von Edward Webb lernte, der 1694 starb. Bilbie begann 1698 mit dem Guss von Glocken, und höchstwahrscheinlich stellte er zu dem Zeitpunkt bereits Uhren her.
Etwa zu dieser Zeit war Bristol eines der bedeutendsten Zentren des Uhrmacherhandwerks in England außerhalb von London. Dies war teilweise das Ergebnis der ausgeprägten Messinggussindustrie, die sich aufgrund der starken Exportnachfrage und der ergiebigen Vorkommen der Rohmaterialien Kupfer und Zink im Westen Englands entwickelt hatte. Ende des 17. Jahrhunderts blühte das Uhrmacherhandwerk im Chew Valley in Somerset, was vor allem auf Thomas Veale, Edward Webb und Edward Bilbie zurückging. Diese Konzentration führte zu einem eigenständigen lokalen Stil von Bodenstanduhren.
Diese Uhrenbauer erzeugten hauptsächlich Bodenstanduhren, von denen die einfachen alle acht Stunden aufgezogen werden mussten. Sie fertigten aber auch Uhren, die bis zu acht Tagen liefen und das Gezeitenhochwasser im Hafen von Bristol anzeigten.

## Familienmitglieder
In den Familienbetrieb waren mehrere Generationen der Familie involviert.

### Edward Bilbie I. (1666–1724)
Es ist nicht bekannt, auf welche Weise Edward Bilbie das Glockengießerhandwerk erlernt, doch ist erwiesen, dass er 1698 seine erste Glocke für die St Andrews Church in Chew Stoke gegossen hat. In der Zeit zwischen 1698 und 1723 goss Edward Bilbie 67 Glocken für Kirchen in ganz Somerset.

### Edward Bilbie II. (1694–1726)
Der älteste Sohn von Edward I, lernte das Handwerk von seinem Vater, starb jedoch bereits einige Monate nach dessen Tod und hatte keine Möglichkeit, seine eigenen Arbeiten zu produzieren.

### Thomas Bilbie (1702–1778)
Thomas war der jüngere Sohn von Edward I. und übernahm das Geschäft 1725. Er übernahm die bereits ausgehandelten Verträge und unternahm weitere Reisen als seine Vorgänger, um neue Aufträge zu erhalten. Einer seiner größten Aufträge war die „Great Bell“ in Yeovil, die ursprünglich 2042 kg wog und von Bilibie mit einer Masse von 2264 kg neugegossen wurde. 1742 wurde er mit dem Guss von Glocken für die Kirche in Cullompton, Devon beauftragt. 1746 gründete er einen Zweigbetrieb, die „West of England Church Bellfoundry“, um das Geschäft weiter in den Süden und Westen von Somerset auszuweiten und die Transportprobleme zu verringern, die die ursprüngliche Glockengießerei betrafen. Zwischen 1725 und 1768 goss er 350 Kirchenglocken in Somerset, Devon, Bristol, Dorset und Gloucestershire sowie eine in Caernarfon in Wales.

### Edward Bilbie (1716–1786)
Edward Bilbie setzte die Glockengießertradition in der Familie fort. Zu seinen Werken gehörte die Glocke für die Church of St Peter in Catcott, Somerset.

### Thomas Bilbie II. aus Cullompton (1727–1780)
Thomas II. oder auch Thomas Bilbie Junion setzte die Produktion von Glocken am zweiten Standort in Cullompton fort, und die meisten seiner zwischen 1754 und 1780 gegossenen Glocken waren für Kirchen in Devon bestimmt.

### Abraham Bilbie (1729–1773)
Abraham übernahm den Betrieb in Chew Stoke von seinem Vater Thomas und goss fünf Jahren 35 Glocken, darunter Ringe mit sechs Glocken für South Wraxall, Winscombe und Portishead.

### William Bilbie (1730–1789)
William war der dritte Sohn von Thomas Bilbie und war von 1775 bis 1790 verantwortlich für die Glockengießerei in Chew Stoke: goss 79 Glocken.

### John Bilbie aus Axbridge (1736–1767)
John Bilbie hatte eine Werkstatt in Axbridge, wo er Standuhren fertigte. Eine seiner Uhren befindet sich im King John’s Hunting Lodge Museum.

### Edward Bilbie IV. (1766–1796)
Edward Bilbie fertigte Standuhren, die für die gravierten Verzierungen im Zentrum des Zifferblattes bekannt waren.

### Thomas Webb Bilbie (1758–1829) und James Fear Bilbie (1763–1819)
Thomas und James waren nicht in der Lage, das Geschäft an die zunehmende Konkurrenz anzupassen und die Produktion in Chew Stoke ging zurück; nur 25 Glocken entstanden zwischen 1791 und 1811.

### Thomas Castleman Bilbie aus Cullompton (1758–1813)
Thomas Castleman Bilbie gehörte zur vierten Generation von Glockengießern in der Familie und setzte zwischen 1871 und 1814 das Geschäft in Cullompton fort, wo er 198 Glocken goss.